# Villa Nynäs

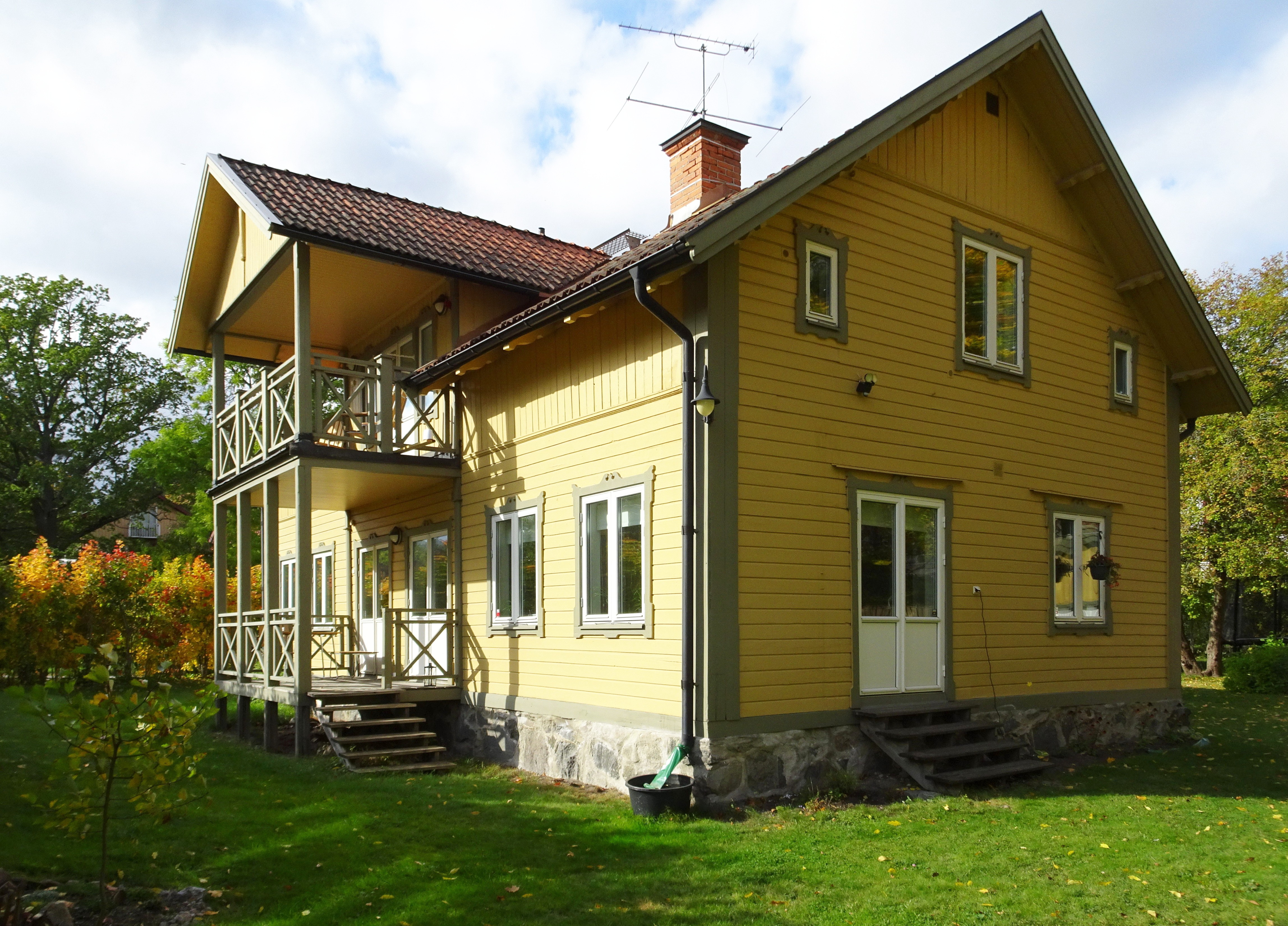
Villa Nynäs i september 2021.

Villa Nynäs är en kulturhistoriskt värdefull byggnad i hörnet Zetterbergsvägen 2 / Stockholmsvägen 109 i kommundelen Näset i Lidingö kommun. Byggnaden inrymde från 1879 till 1912 Lidingös troligen första handelsbod. Huset renoverades 1992 och är nu privatbostad med ett välbevarat yttre.

## Bakgrund
Området vid Stockholmsvägens östra avsnitt nära Lidingö kyrka var på 1700- och 1800-talen Lidingös sockencentrum. Här strålade landsvägen från Stockholm samman med landsvägar från gårdarna Sticklinge, Elfvik, Skärsätra, Mölna och Gåshaga. Utöver handelsbod fanns sockenstugan, klockargården, olika skolhus och fattigstuga samt Näsets krog, som existerade fram till 1800-talets början.

## Historik

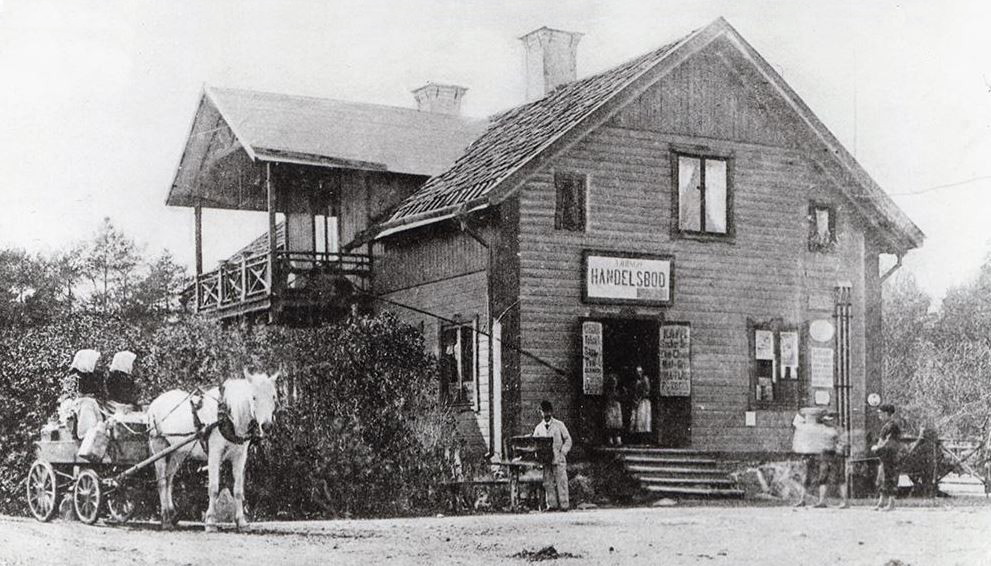
Nynäs handelsbod kring år 1900.

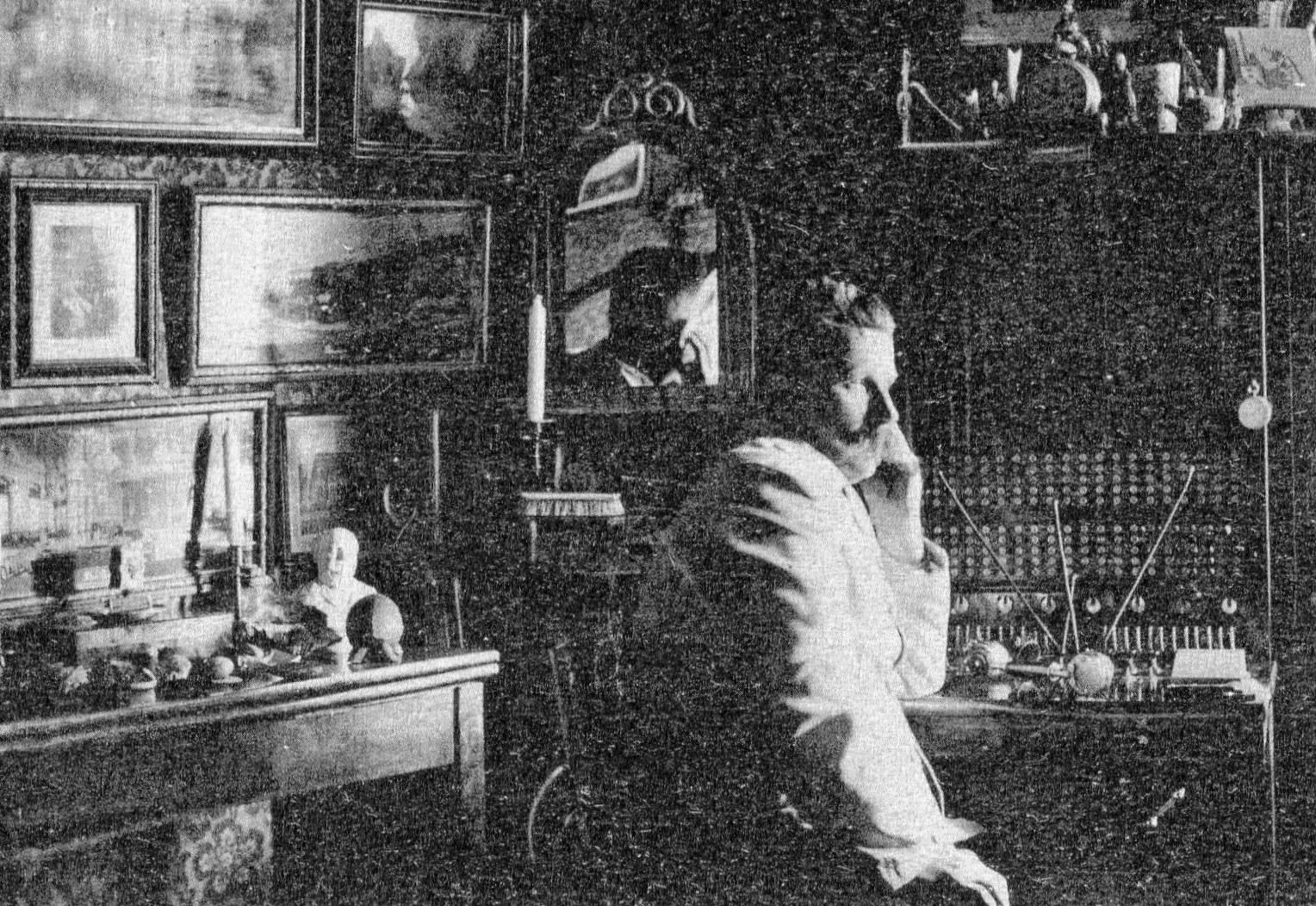
Giellman vid korskopplingsbordet, 1909.

Nynäs öppnade 1879 som handelsbod av handelsmannen Agne Giellman. Byggnaden uppfördes som panelad trävilla i 1½ våningar med en veranda i två våningar mot gatan. Entrén till butikslokalen låg på östra gaveln. I Giellmans handelsbod fanns också postkontor och öns första telefonstation vilken drevs från och med 1883 av Stockholms Allmänna Telefonaktiebolag. Giellmans affärslokal blev en känd mötesplats för öns bofasta invånare och sommargästerna. Han betjänade själv telefonstationens växelbord och titulerade sig ”telefonföreståndare”. 
År 1880 hade telefonstationen i Nynäs bara en inkommande och en utgående rikstelefonledning och öns 22 abonnenter fick ibland vänta på ledig linje. Bland tidiga telefonägare fanns Albert Janse på Elfviks gård, Harald Zetterberg på Sticklinge gård och Carl Gustaf Dahlerus på Islinge gård. Så småningom tillkom fler in- och utgående förbindelser med Stockholm och 1911 ersattes telefonstationen av en ny i Telefonvillan, Stockholmsvägen 68.
Efter Giellman övertog handelsmannen Gustaf Dolk verksamheten 1910. Affären upphörde omkring 1912, då hade Lidingö villastad börjat etablera ett nytt centrumområde längre västerut, i anslutning till Norra Lidingöbanans station Vasavägen, ungefär där nuvarande Lidingö centrum ligger. Nynäs blev därefter privatbostad och finns fortfarande kvar i hörnet Stockholmsvägen /  Zetterbergsvägen. Kvarteret Handelsboden, där villan ligger, påminner fortfarande om den tidigare verksamheten.